# Catocala forresti
Catocala forresti är en fjärilsart som beskrevs av Clayton Dissinger Mell 1939. Catocala forresti ingår i släktet Catocala och familjen nattflyn. Inga underarter finns listade i Catalogue of Life.